# Kinkala
Kinkala es una localidad de la República del Congo, chef-lieu del departamento de Pool en el sureste del país. Dentro del departamento, la localidad está constituida administrativamente como un distrito.
En 2023, la comuna tenía una población de 23.413 habitantes.
Se ubica unos 50 km al oeste de la capital nacional Brazzaville, sobre la carretera N1.